# Nantes (chanson)
Pistes de Dis, quand reviendras-tu ?
De Shanghai à Bangkok
Nantes est une chanson de Barbara, écrite et composée en 1963, enregistrée en 1964.

## Historique
Le 21 décembre 1959, Barbara apprend que son père Jacques Serf qui avait quitté Paris une décennie auparavant pour Nantes sans laisser de nouvelles est mort à l'hôpital Saint-Jacques au sud de la ville où il était hospitalisé pour soigner une tumeur cérébro-spinale,. Rongé par la honte pour la relation incestueuse qu'il a fait subir à sa fille alors qu'elle a dix ans et demi, Jacques Serf avait sombré dans la dépression et l'alcool. Marginal et solitaire, il vivait de petits boulots (docker, marine marchande) et finissait ses soirées dans d'interminables parties de poker. Elle écrira dans ses mémoires inachevés « Il était un piano noir… » publiés en 1998 : « J'oublie tout le mal qu'il m'a fait, et mon plus grand désespoir sera de ne pas avoir pu dire à ce père que j'ai tant détesté : "Je te pardonne, tu peux dormir tranquille. Je m'en suis sortie, puisque je chante" ».
Au lendemain de l’enterrement dans une fosse commune du cimetière Miséricorde (le principal cimetière nantais), elle commence l’écriture de la chanson Nantes, qu’elle terminera près de quatre ans plus tard, quelques heures avant son passage au théâtre des Capucines le 5 novembre 1963.
La chanson paraît en dernière place de l'album Dis, quand reviendras-tu ?

## Hommage

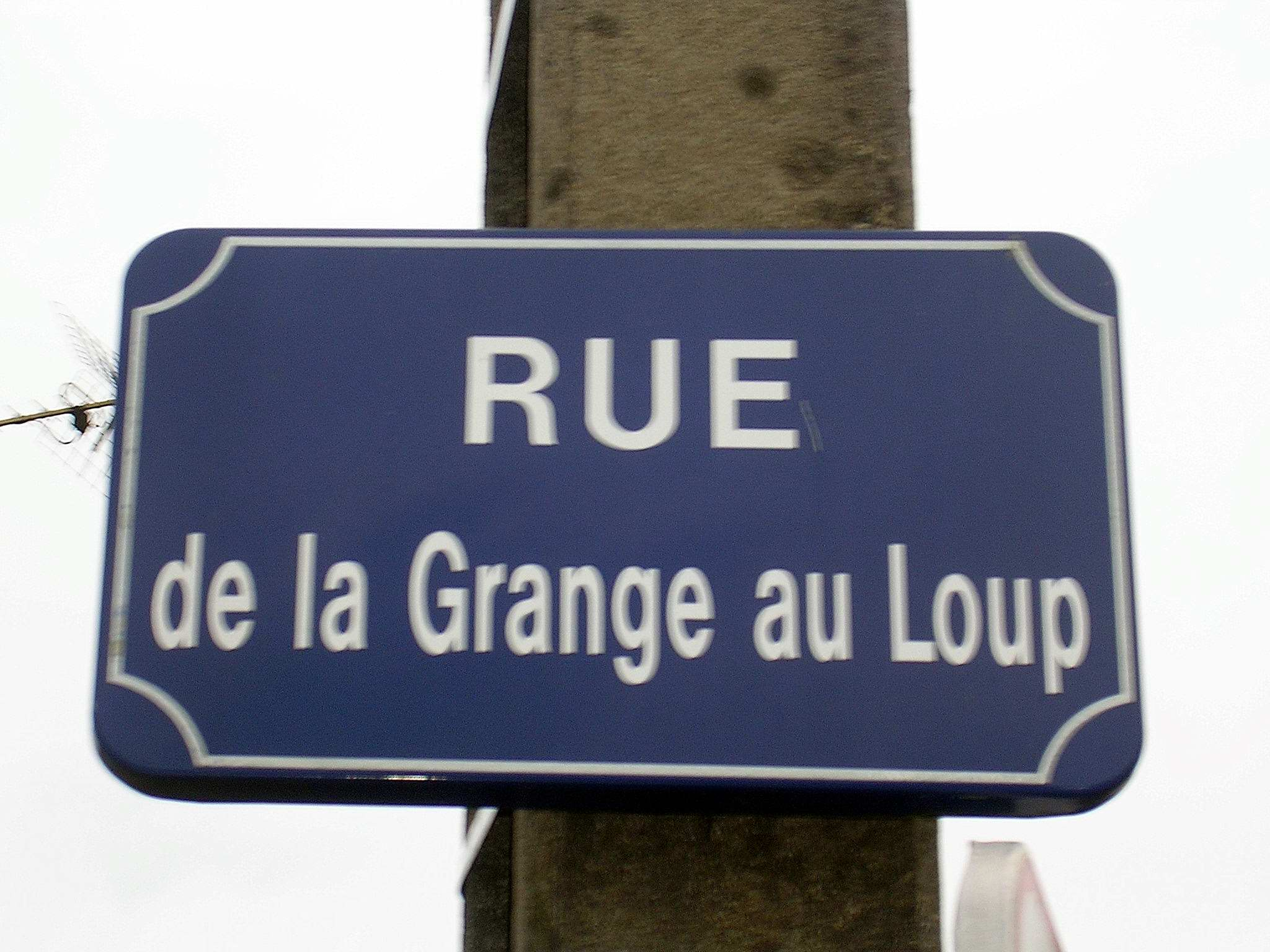
Plaque de la rue de la Grange-au-Loup à Nantes.

La rue de la Grange-au-Loup mentionnée dans la chanson comme étant le lieu de décès de son père n'existait pas à l'époque. Elle sera créée une vingtaine d'années plus tard, le 22 mars 1986, lors de l'inauguration en présence de la chanteuse et de Gérard Depardieu, de cette rue située dans le quartier de Saint-Joseph de Porterie non loin de celui de la Beaujoire, où Jacques Serf habitait avant son décès,,. Quatorze ans plus tard, le 9 décembre 2000, l'allée Barbara était inaugurée non loin de là, comportant un buste et une fresque évoquant l'artiste,.